# Хал Рејл
Хал Рејл (енгл. Hal Rayle; Индијанаполис, 3. јануар 1955) је амерички глумац.

## Приватни живот
Ожењен је глумицом Меги Розвел, која је радила у Симпсоновима. Њих двоје поседују студио за снимање гласова у близини Денвера.

## Каријера
- СВОТ мачке — поручник Стил
- Трансформерси — Шрапнел/Пајпс/Снарл[3]
- Предатор 2 — Предатор (звучни ефекти)[3]
- Џи Ај Џо — Дип Сикс